# Shamshatoo
Shamshatoo (Alternativschreibungen: Shamshatu, Shamshattu) ist ein Flüchtlingslager etwa 30 km südöstlich von Peschawar im Distrikt Peschawar in der Nordwestlichen Grenzprovinz Pakistans.
Es wurde  in den 1980er Jahren  wegen des Sowjetisch-Afghanischen Krieges errichtet,  nach dem Abzug der Sowjets 1989  geschlossen und 1997 wegen der Talibanherrschaft wieder eröffnet.  Die Flüchtlinge aus Afghanistan  sind in vier Sektoren eingeteilt, die ihrer ethnischen Zugehörigkeit entsprechen: Paschtunen, Tadschiken, Usbeken und Hazara. Viele waren zuvor in anderen Flüchtlingslagern im Distrikt Peschawar, wie Nasir Bagh und Jalozai.
2007 waren noch über 100.000  Flüchtlinge in Shamshatoo, die vom afghanischen Warlord Gulbuddin Hekmatyār und seiner Gruppe Hezb-e Eslāmī kontrolliert werden sollten.